# Consejo Mexicano de Hombres de Negocios
Le Conseil Mexicain d'Hommes d'Affaires (Consejo Mexicano de Hombres de Negocios) est un groupe des principaux PDG des entreprises les plus importantes du Mexique, afin de promouvoir des politiques publiques qui poussent à l'investissement et à la création d'emplois. Cependant les entreprises représentées dans ce groupe ne génèrent elles-mêmes que 800 000 emplois dans un pays peuplé de plus de 100 millions d'habitants. C'est l'un des sept organismes présents et doté de droit de vote dans le "Consejo Coordinador Empresarial" (qui en plus du CMHN, regroupe Coparmex, Concamin, Concanaco, l'Asociación de Bancos de México, l'Asociación Mexicana de Instituciones de Seguros y le Consejo Nacional Agropecuario).
Son président actuel est Claudio X. González et la priorité actuelle du groupe est la réforme énergétique.

## Membres
Parmi les membres du CMHN figurent ou ont figuré :
- Emilio Azcárraga Jean de Televisa
- Gastón Azcárraga Andrade de Grupo Posadas
- Alberto Baillères, Industrias Peñoles et PH
- José Antonio Fernández Carvajal de FEMSA
- Dionisio Garza Medina de Alfa
- Roberto Hernández, Banamex-Accival
- Juan Sánchez Navarro de Grupo Modelo
- Adrián Sada González de Vitro
- Carlos Slim Helú, Carso Global Telecom
- Roberto Servitje Sendra, Bimbo
- Federico Terrazas de Cementos de Chihuahua

## Origines
Antonio del Valle Ruiz, président de Mexichem, a toujours fait référence au CMHN en tant qu'organisation « discrète sans être secrète ». L'organisme fut créé en 1962 pour contribuer au but des 12 entrepreneurs mexicains décidés à influencer la politique économique du gouvernement d'Adolfo López Mateos (1958-1964)) et à influencer la succession présidentielle. 
Le CMHN établit une très bonne relation avec les gouvernements du PRI et ses législateurs et avait accès direct à la tête du pouvoir exécutif. Il vint à gagner tellement de pouvoir qu'il influençait la nomination de fonctionnaires comme le gouverneur de la Banque du Mexique. Son apogée fut pendant la présidence de Carlos Salinas y pendant les trois premières années de la présidence d'Ernesto Zedillo.